# August Boyer

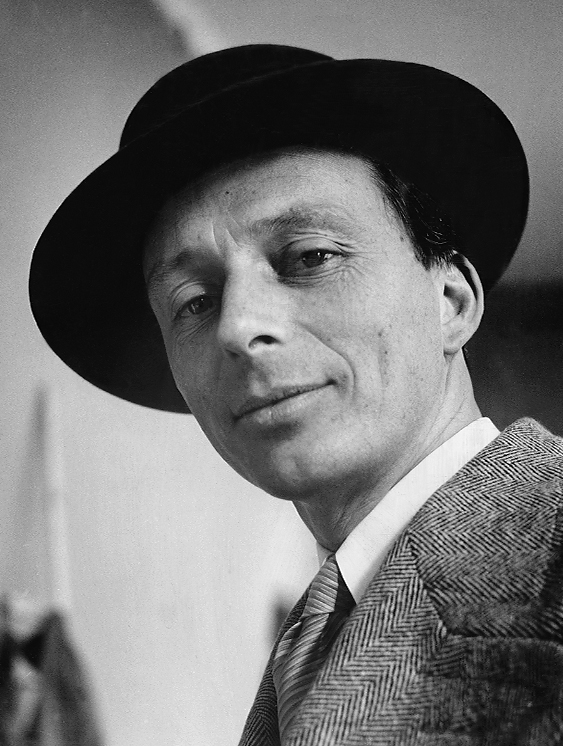
August Boyer

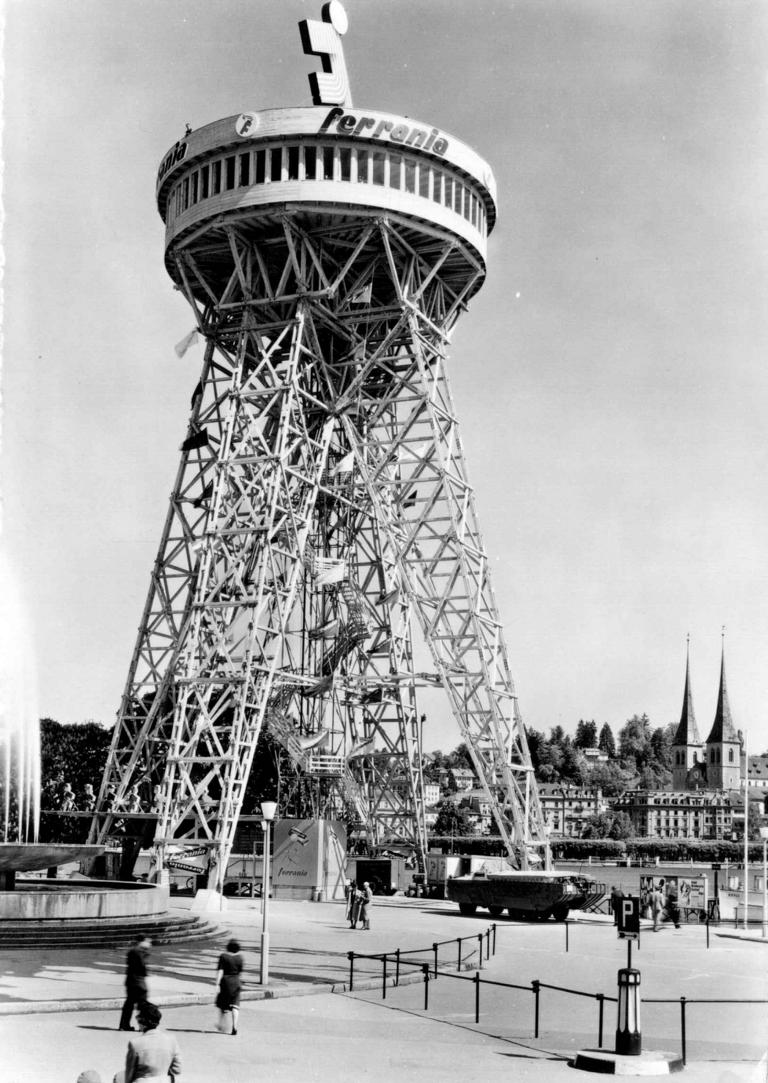
Weltausstellung Luzern 1952

August Boyer (* 18. Februar 1908 in Luzern; † 13. November 2002 ebenda) war ein Schweizer Architekt.

## Leben
August Boyer war französisch-schweizerischer Abstammung (Vater Südfranzose aus Nizza, Mutter Entlebucherin aus Doppleschwand). Er studierte an der ETH Zürich Architektur und diplomierte 1931. In den folgenden Jahren arbeitete er bei den Architekten Karl Moser in Zürich, Gisbert Meyer in Luzern sowie kurze Zeit bei Le Corbusier in Paris. 1935 bis 1937 war er Chefarchitekt der tschechischen Schuhfirma BATA in Frankreich für deren 150 Liegenschaften und Verkaufsläden.
1938 gründete er sein eigenes Architekturbüro in Luzern. Während seiner Tätigkeit als selbständiger Architekt entstanden zahlreiche, mehrheitlich grössere Bauten, vor allem Sakralbauten, Spital- und Heimbauten, Industrie- und Verwaltungsbauten, Personalhäuser und Kantinen, daneben auch originelle Ausstellungsbauten. Seine Architektur entsprang dem Geist des «Neuen Bauens», widerspiegelte die Zeit des Aufbruchs und war der sog. Moderne verpflichtet. Einige seiner Bauten sind als schützenswert, einige als erhaltenswert im Inventar der Denkmalpflege eingetragen.
1951/1952 war er Chefarchitekt der Weltausstellung der Fotografie in Luzern und realisierte in dieser Funktion den «Fototurm» auf dem Bahnhofplatz. 1974 bis 1976 war er als Mitglied des SAC Central-Comités Chef der Hüttenkommission und verantwortlich für sämtliche SAC-Hütten der Schweiz. 1978 zog er sich aus dem Berufsleben zurück und übergab das Büro seinem Sohn Markus Boyer, welcher es in zweiter Generation weiterführte.

## Werke (Auswahl)
Boyer schuf diverse Bauten u. a. für die Schindler AG, die Klinik St. Anna Luzern, die Eidgenössischen Flugzeugwerke Emmen, den Militärflugplatz Alpnach, den Militärflugplatz Emmen. Weitere Projekte waren u. a.:
- Skilift Jochpass, Engelberg 1943 (erster Skilift der Zentralschweiz)
- Kapelle Michaelskreuz, Gemeinde Root, 1946–1947
- Kirche Luthern Bad, 1947–1948
- Statthalteramt Luzern (mit Arch. M. Raeber) 1947–1948[1]
- SUVA Westtrakt, Luzern, 1952–1955
- Ladenbauten «Bazar» Bahnhofplatz, Bürgenstock, 1954–1956
- «Museggstollen» (Altstadtparking unter der Musegg) Idee und Projekt, Luzern 1956
- Umbau und Restaurierung Kloster Schüpfheim, 1958
- Blauring- und Kongregationszentrum, Einsiedeln, 1957–1959
- Schulhaus und Turnhalle, Littau-Dorf, 1959–1960
- Bruchmattkapelle, Haus Bruchmatt, Luzern, 1959–1961
- CKW Zentrale, Elektrizitätswerk Bürglen, 1963–1965
- Pfarrkirche und Kirchgemeindesaal, Udligenswil, 1963–1966[2]
- Umbau Kleintheater Luzern, 1972